# Saint-Julien-de-la-Liègue
Saint-Julien-de-la-Liègue – miejscowość i gmina we Francji, w regionie Normandia, w departamencie Eure.
Według danych na rok 1990 gminę zamieszkiwało 236 osób, a gęstość zaludnienia wynosiła 51 osób/km² (wśród 1421 gmin Górnej Normandii Saint-Julien-de-la-Liègue plasuje się na 669. miejscu pod względem liczby ludności, natomiast pod względem powierzchni na miejscu 716.).